# Kastefemkamp (atletik)
Kastefemkamp er en femkamp for mænd og kvinder, hvor der på en dag konkurreres i alle atletikens kastedicipliner. Rækkeføljen er; hammerkast, kuglestød, diskoskast, vægtkast og spydkast. For ungdommer under 17 år findes en firekamp hvor vægtkast er udeladt. Resultaterne i de enkelte øvelser omsættes til point efter en international pointtabel, og ud fra disse point findes deltagernes totale point. I Danmark er kastefemkamp er en populær mangekamp og et af de få lande som har nationale mesterskaber og rekorder i disciplinen.

## Danske rekorder i kastefemkamp
- Mænd: Jan Cordius Fredensborg AK 4895 point 4. juni 1995
- Kvinder: Thea Jensen, Hvidovre AM 3936 point 2018

| Atletik | Spire Denne artikel om atletik er en spire som bør udbygges. Du er velkommen til at hjælpe Wikipedia ved at udvide den. |